# Cumberland
Cumberland (/ˈkʌmbərlənd/) es una zona del noroeste de Inglaterra y uno de los treinta y nueve condados históricos de esta. Fue una región administrativa desde 1889 hasta 1974, forma parte hoy en día de Cumbria.